# Гитлер: Последние десять дней
«Гитлер: Последние десять дней» (англ. Hitler: The Last Ten Days) — биографический кинофильм, основанный на воспоминаниях Герхарда Больдта, адъютанта генерала Кребса. В фильме Больдт выведен в роли гауптмана Хоффмана.

## Сюжет
Фильм повествует о последних днях жизни Адольфа Гитлера, начиная с 56 дня рождения (20 апреля 1945 года) до его самоубийства (30 апреля). Действие картины полностью проходит в бункере.

## В ролях
- Алек Гиннесс — Гитлер
- Саймон Уорд — капитан Альберт Хоффман
- Дайан Силенто — Ханна Райч
- Эрик Портер — генерал фон Грейм
- Адольфо Чели — генерал Кребс
- Габриэле Ферцетти — фельдмаршал Кейтель
- Дорис Кунстман — Ева Браун
- Джосс Экленд — генерал Бургдорф
- Джон Баррон — доктор Штумпфеггер
- Джон Беннетт — Йозеф Геббельс
- Джулиан Гловер — Фегелейн
- Майкл Гудлифф — генерал Вейдлинг
- Джон Халлам — Гюнше
- Барбара Джеффорд — Магда Геббельс
- Марк Кингстон — Мартин Борман
- Энн Линн — Траудль Юнге
- Филип Стоун — генерал Йодль
- Тимоти Уэст — профессор Гебхардт